# Pre-Konvoi

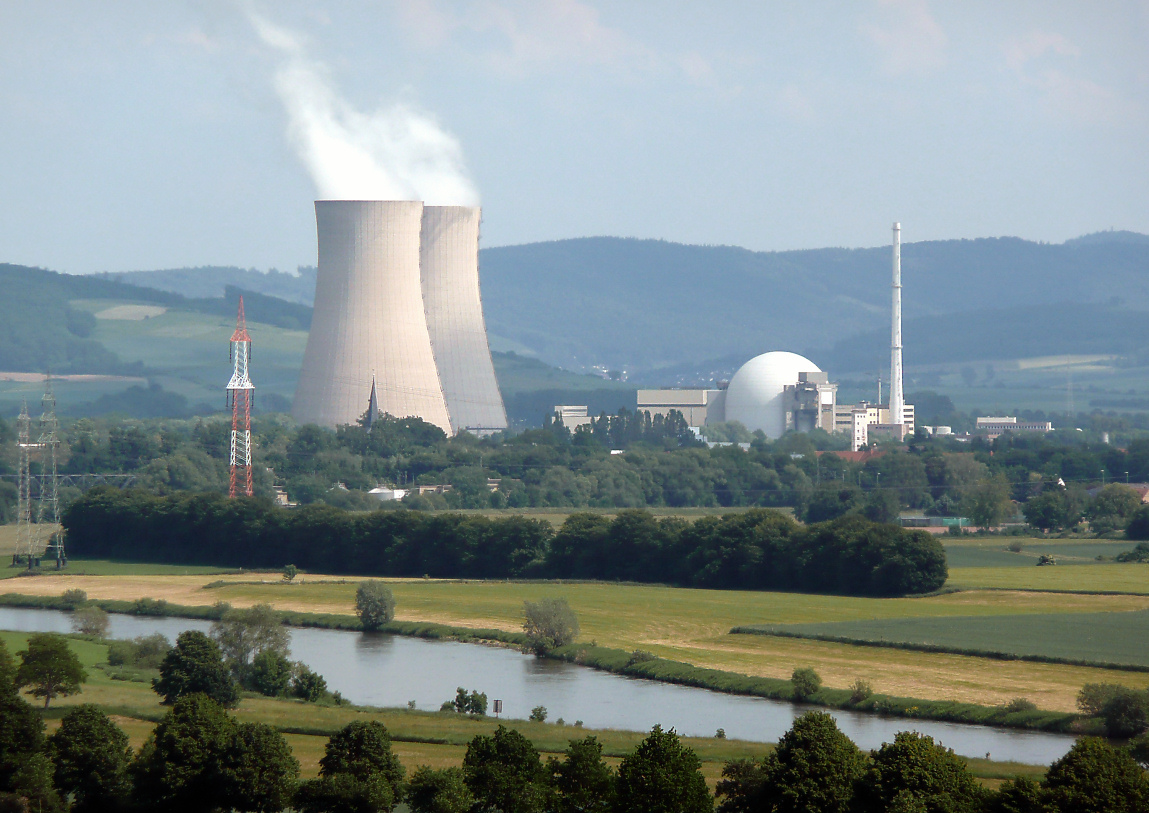
Атомна електростанція Гронде експлуатувала реактор Pre-Konvoi до виведення його з експлуатації в 2021 році.

Кілька ядерних реакторів у Німеччині та за кордоном називають Pre-Konvoi. Цей термін означає, що ці блоки були виготовлені та сконструйовані до того, як виробник, Kraftwerk Union AG (KWU), перейшов на стандартизовану конструкцію для цього типу реактора з водою під тиском, яка назівається Konvoi.
Станції Pre-Konvoi включають: Брокдорф, Графенрайнфельд, Гронде та Філіппсбург блок 2. Є також одна станція Pre-Konvoi за кордоном, атомна електростанція Ангра в Бразилії. Це також місце розташування єдиного реактора Pre-Konvoi, який будується; Будівництво третього енергоблоку атомної електростанції Ангра перебуває на різних стадіях з 1984 року.
Більшість цих великих реакторів потужністю 1300 МВт були побудовані між 1982 і 1986 роками Kraftwerk Union (KWU). У порівнянні з попереднім поколінням станції Pre-Konvoi мають деякі покращення безпеки. Оскільки базова конструкція датується 1970-ми роками, і базові частини установки не можуть бути модернізовані (наприклад, посилення товщини стінок корпусу реактора), вони не досягають рівня безпеки станцій Konvoi, які представляють собою подальший розвиток попередніх станцій Pre-Konvoi.